# 아나톨리 페르미노프

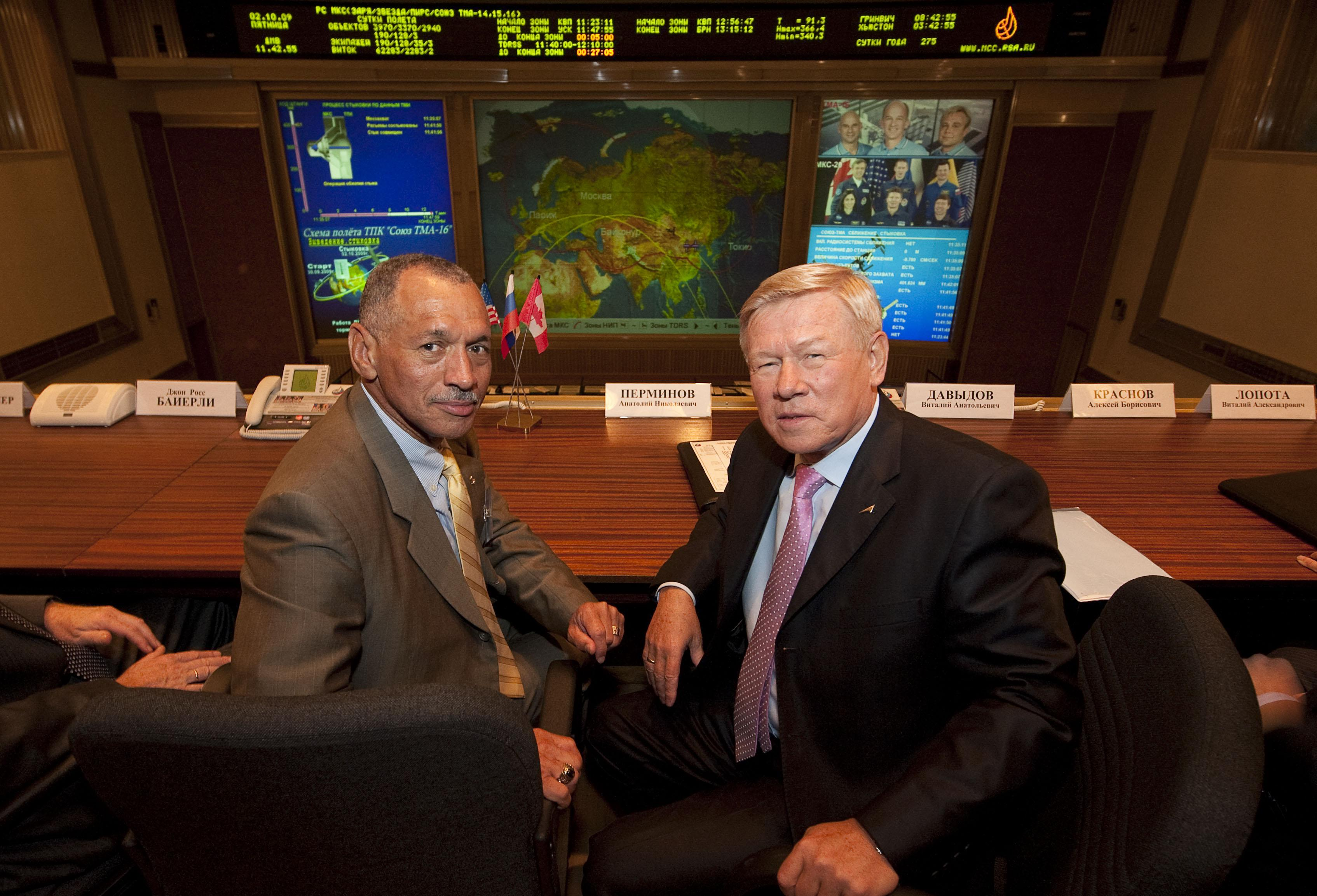
찰스 볼든 NASA 국장과 만난 페르미노프(오른쪽)

아나톨리 페르미노프(Анатолий Николаевич Перминов, 1945년 6월 16일 ~ )는 러시아의 로켓 과학자이다. 그는 2004년 3월부터 2011년 4월까지 러시아 연방 우주국의 제2대 국장으로 재직했다.

## 생애
페르미노프는 1945년 소비에트 연방 키로프주에서 태어났다. 그는 1967년 군사 학교를 졸업하고 기계공학 학위를 받았으며, 1991년 7월부터 1993년 8월까지 국방부 국가 연구 시험장 (현 플레세츠크 우주 기지)의 책임자로 임명되어 100회 이상의 우주선 발사와 대륙간 탄도 미사일의 발사 시험을 수행하였다. 1993년 8월부터 러시아 전략 로켓군의 미사일 운용 총책임자가 되었고, 전략 로켓군 참모총장 직위도 역임했다. 그는 2004년 3월 12일 러시아 연방 우주국의 국장으로 임명되어 7년간 재직하고 2011년 4월 블라디미르 포포프킨에게 국장직을 넘겨주었다.